# Darko Pernjak
Darko Pernjak (Koprivnica, 12. listopada 1967.) hrvatski je književnik i vinski trgovac. Živi i stvara u Koprivnici. Piše isključivo prozu u svim formama, od kratkih priča do romana.

## Životopis
Darko Pernjak rođen je u Koprivnici 12. listopada 1967. godine.
Školovao se za inženjera geotehnike no kako je prvo pravo zaposlenje dobio kao voditelj vinoteke, tako se i kasnije odlučio svoju poslovnu karijeru razvijati u trgovini vinima. Spisateljski porivi iz učeničkih dana kada je sudjelovao u amaterskom alternativnom kazalištu Crne šume, kada je pisao drame, kratke priče i pjesme, nisu nikad ugasli nego ih razvija paralelno sa svojom poslovnom karijerom. Danas je aktivan sudionik kulturnog života Koprivnice, član Organizacijskih odbora Galovićeve jeseni, pokretač zbornika Koprivnički književni godišnjak i voditelj brojnih književnih tribina. 
Član je i jedan od osnivača Umjetničke organizacije Artikulacije, koja je izdavač istoimenog književnog časopisa te organizator Alpe Adria Festivala mladih pisaca. Uz Eneriku Bijač i Zvonka Todorovskog, jedan je od inicijatora osnivanja Podravsko-prigorskog ogranka Društva hrvatskih književnika sa sjedištem u Koprivnici. Aktualni je predsjednik ogranka.

## Književni rad
Svoj prvi roman Procesija (1996.) posvetio je jednom od prvih naivnih slikara u Podravini Mirku Viriusu koristeći se njegovim slikama u rekonstrukciji priče njegovog životnog puta. Djelo je složena literarna forma koja ima elemente biografskog romana, povijesnih reminiscencija, likovnih osvrta i psiholoških impostacija. (Đuro Vidmarović). Drugi roman Kamengrad (1997.) bazira se na legendi o starom kraljevskom gradu čiji se ostatci nalaze u blizini Koprivnice. Vatrogasna zabava (1999.) je zbirka novela koja snagu crpi iz stvarnih događaja, iz priča prikupljenih u bližoj životnoj okolini i iz novinskih članaka. Niz novela je na neki način rezultat istraživanja uvjerljivosti i snage priča prenošenih usmenom putem i priča zapisanih umjetničkim perom. Četvrta knjiga također je zbirka novela i priča Somina (2006.). U tri tematske cjeline raščlanjuje čovjekov život na važne i nevažne poteze, pokušava odgovoriti na pitanje što je to za jednog Podravca ulov života. Slamka spasa (2007.) zbirka je novela i priča u kojima traga za onim ključnim trenutkom u sudbini čovjeka od kojeg život krene novim tijekom. U tom kontekstu ponudio je i tri nogometne priče u kojima se na duhovit način pokušava osvrnuti na hrvatsku nogometnu euforiju. Roman Pozitivna nula (2009.) bavi se čovjeku urođenim nagononom izravnavanja uspjeha i neuspjeha u prosječnu sliku, kad se vlastiti neuspjeh pokušava protumačiti uvijek kao neka vrsta uspjeha i kako taj mehanizam stvara vrlo neuobičajene životne zajednice. Ščukešina (2011.) zbirka je priča različitih tematskih preokupacija, od sudbine sitnih prevaranata, istraživača Afrike do životnog puta autorovog djeda. Sve Mirkove procesije (2012.) roman je nastao na temelju prvog romana Procesija kao rezultat novih povijesnih spoznaja, a kako je znatno proširen autor mu dodjeljuje sasvim novi naslov. 
Knjige potpisuje književnim pseudonimom Pero Pernjak.

## Objavljena djela
- "Procesija" (1996.), roman
- "Kamengrad" (1997.), roman
- "Vatrogasna zabava" (1999.), zbirka novela
- "Somina" (2006.), zbirka novela i priča
- "Slamka spasa" (2007.), zbirka novela i priča
- "Pozitivna nula" (2009.), roman
- "Ščukešina" (2011.), zbirka priča
- "Sve Mirkove procesije" (2012.), roman
- "Vrijeme pravih kapetana" (2015.), zbirka kratkih priča
- "Bilogorske zgode" (2016.), priče za djecu, autor partner Josip Petrlić Pjer
- "American bob" (2017.), roman
- "Tkalča" (2017), novela
- "Pisani prostor" (2018.), zbirka pjesama
- "Pod bedemom" (2019.), roman za djecu
- "Nije sve tako crno" (2020.), roman

## Vanjske poveznice
- Darko Pero Pernjak
- Podravsko-prigorski ogranak DHK  Arhivirana inačica izvorne stranice od 1. prosinca 2021. (Wayback Machine)